# Краут-рок
Краут-рок (нем. Krautrock) — направление экспериментальной и психоделической рок-музыки, возникшее в конце 1960-х — начале 1970-х годов в Западной Германии.
Характерными представителями краут-рока являются немецкие группы начала 1970-х годов: Tangerine Dream, Faust, Can, Neu!, Kraftwerk и пр.

## Описание
Визитной карточкой стиля стало смешение рок-музыки, исполняемой на стандартных инструментах рок-группы (электрогитара, бас-гитара, ударные, синтезатор), с элементами электронной музыки, а также электронной обработкой звука. Среди прочего, в музыке нередко присутствует пульсирующий ритм, т. н. моторик (нем. Motorik), яркими примерами которого являются композиция Autobahn группы Kraftwerk и альбомы группы Neu!. Таким образом, краут-рок дал импульс для развития электронной музыки и эмбиента. Помимо этого, в краут-роке делается упор на инструментальную музыку, импровизации и экспериментализм.

### Термин
Возможно, что термин «краут-рок» был введён британской прессой, и образован от сленгового слова «краут» (нем. Kraut) — прозвища немцев, означающего «капустник» и произошедшего от Зауэркраут (нем. Sauerkraut) — названия национального немецкого блюда из квашеной капусты. Изначально этот термин был для некоторых слегка оскорбительным, но после того, как музыка в стиле краут-рок стала известной и приобрела множество почитателей, этот термин стал носить однозначно позитивный характер.

## История
Многие из групп краут-рока пытались заполнить культурный вакуум, образовавшийся в Германии после Второй мировой войны, и создать на основе англо-американской поп- и рок-культуры свою собственную, более радикальную и экспериментальную, новую немецкую культуру. В то же время, под влиянием политической и социальной обстановки в мире, в других странах возникли также такие не чуждые краут-року явления, как психоделическая музыка и культура хиппи.
Корни краут-рока уходят в немецкий электронный авангард 1950-х годов и идейно связаны с творчеством композитора Карлхайнца Штокхаузена (у которого учились музыке Хольгер Шукай и Ирмин Шмидт из группы Can).
Важную роль в развитии стиля сыграли кёльнские продюсеры Дитер Диркс (нем. Dieter Dierks) и Конни Планк (нем. Conny Plank).

## Влияние краут-рока
В эпоху построка и очередной волны повышенного интереса к электронной музыке в конце 1990-х — начале 2000-х годов, обнаружилось, что немецкий краут-рок оказал большое влияние на музыкантов нового поколения. Такие группы, как Radiohead, Stereolab, Laika, Boredoms, Mouse on Mars и Tortoise называют краут-рок-группы в числе наиболее повлиявших на них.
Группы Can и Neu! считаются одними из самых значительных групп в истории альтернативной музыки — среди их почитателей Sonic Youth, Einstürzende Neubauten, Red Hot Chili Peppers и многие другие.
География влияния краут-рока обширна. Современные группы, использующие элементы этого стиля, появляются в самых разных частях света. Стоит упомянуть финскую группу Circle, английскую Fujiya & Miyagi, американские команды The Oscillation, Bear in Heaven, немецкие Electric Orange, Kreidler, и французскую Turzi.
Шведский диско продюсер и музыкант Lindstrom также использует в своем творчестве ритмические и композиционные находки краут-рок групп.
Джефф Бэрроу, участник и продюсер Portishead, играет в проекте Beak>, который исполняет музыку, вдохновлённую в числе прочего группами Can, Neu!, Cluster, и другими краут-роковыми коллективами.
В 2000-х годах композиции краут-рок-групп неожиданно встречаются в разных музыкальных программах, например на концертах Radiohead (композиция Can «The Thief») или в саундтреке к фильму «Убить Билла» К. Тарантино (композиция «Super 16» группы Neu!).

## Представители
Журнал Classic Rock опубликовал список из 5 самых важных альбомов краут-рока:
- Can – Tago Mago (1971)
- Kraftwerk – Autobahn (1974)
- Neu! – Neu! ’75 (1975)
- Tangerine Dream – Ricochet (1975)
- David Bowie – Low (1977)